# Hymenanthes californica
Hymenanthes californica là một loài thực vật có hoa trong họ Thạch nam. Loài này được (Hook.) H.F. Copel. mô tả khoa học đầu tiên năm 1943.